# Sheldon (Wisconsin)
Sheldon is een plaats (village) in de Amerikaanse staat Wisconsin, en valt bestuurlijk gezien onder Rusk County.

## Demografie
Bij de volkstelling in 2000 werd het aantal inwoners vastgesteld op 256. In 2006 is het aantal inwoners door het United States Census Bureau geschat op 235, een daling van 21 (-8,2%).

## Geografie
Volgens het United States Census Bureau beslaat de plaats een oppervlakte van 1,7 km², geheel bestaande uit land. Sheldon ligt op ongeveer 342 m boven zeeniveau.

## Plaatsen in de nabije omgeving
De onderstaande figuur toont nabijgelegen plaatsen in een straal van 24 km rond Sheldon.